# Wietzegraben (Anderten-Misburg)
Der Wietzegraben ist ein weitgehend künstlich verlegtes Fließgewässer von 10,6 km Länge am östlichen Rand von Hannover. Das Gewässer ist eine Verlängerung des Bockmerholzbaches.

## Geografie

### Verlauf
Der Fließgewässer entsteht im Bockmerholz als Bockmerholzbach und fließt auf einer Länge von rund 5 km vorbei am Waldgebiet Gaim nach Norden. Ab der Unterquerung des Mittellandkanals in einem Düker bei Höver trägt das Gewässer für 10,6 km den Namen Wietzegraben. Den Misburger Wald durchfließt der Wietzegraben auf einer Länge von 1,6 km. Nach dem Durchqueren fließt er am Waldrand wenige Meter gemeinsam mit dem Schiffgraben, um als Abzweig den Messeschnellweg in einem Düker zu unterqueren. Ab dieser Stelle wird das Gewässer als Laher Graben bezeichnet, der nach etwa 3,5 km in die Wietze mündet.

### Nebenflüsse

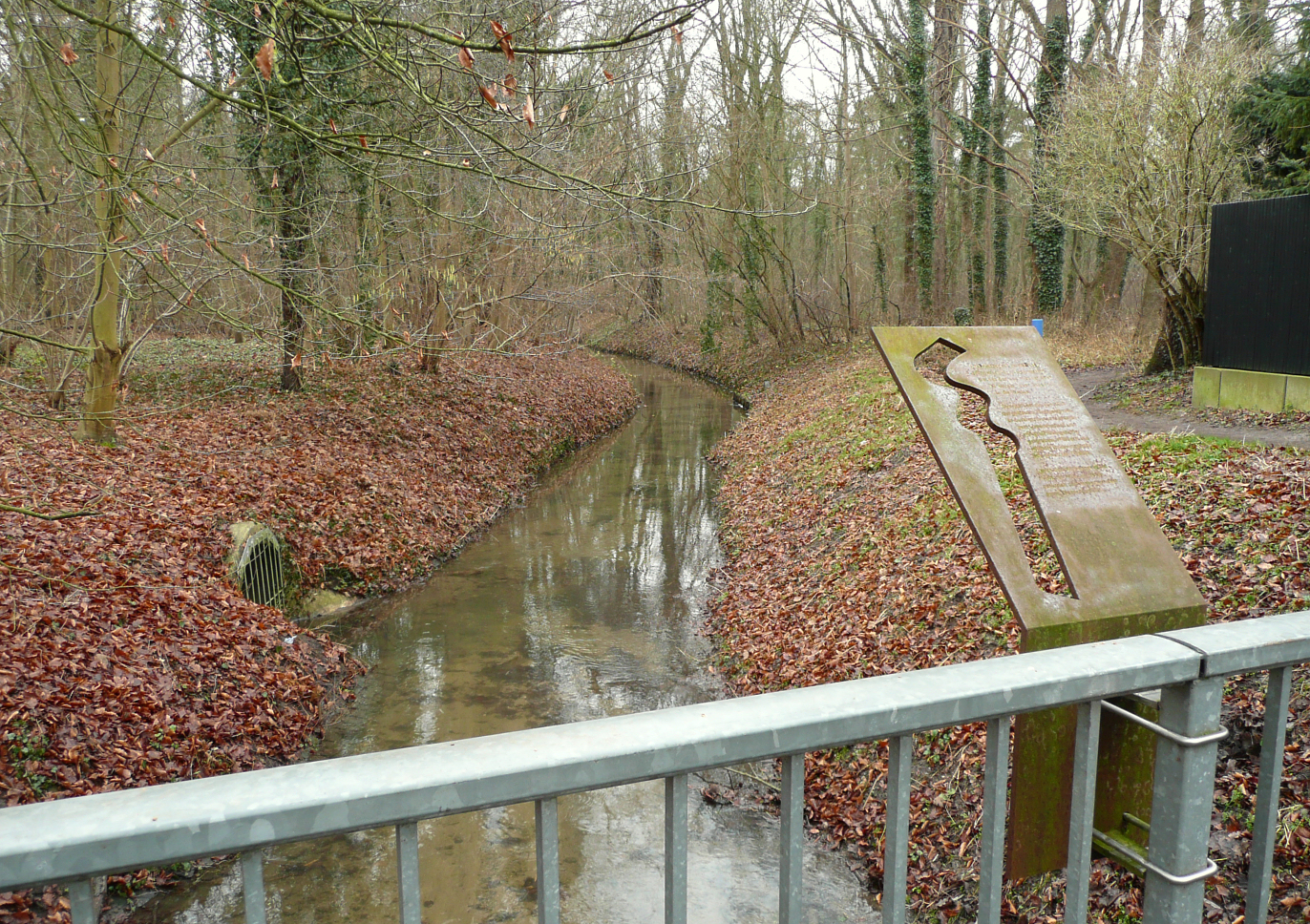
„Wasserzeichen“ des Grünen Rings auf einer Brücke
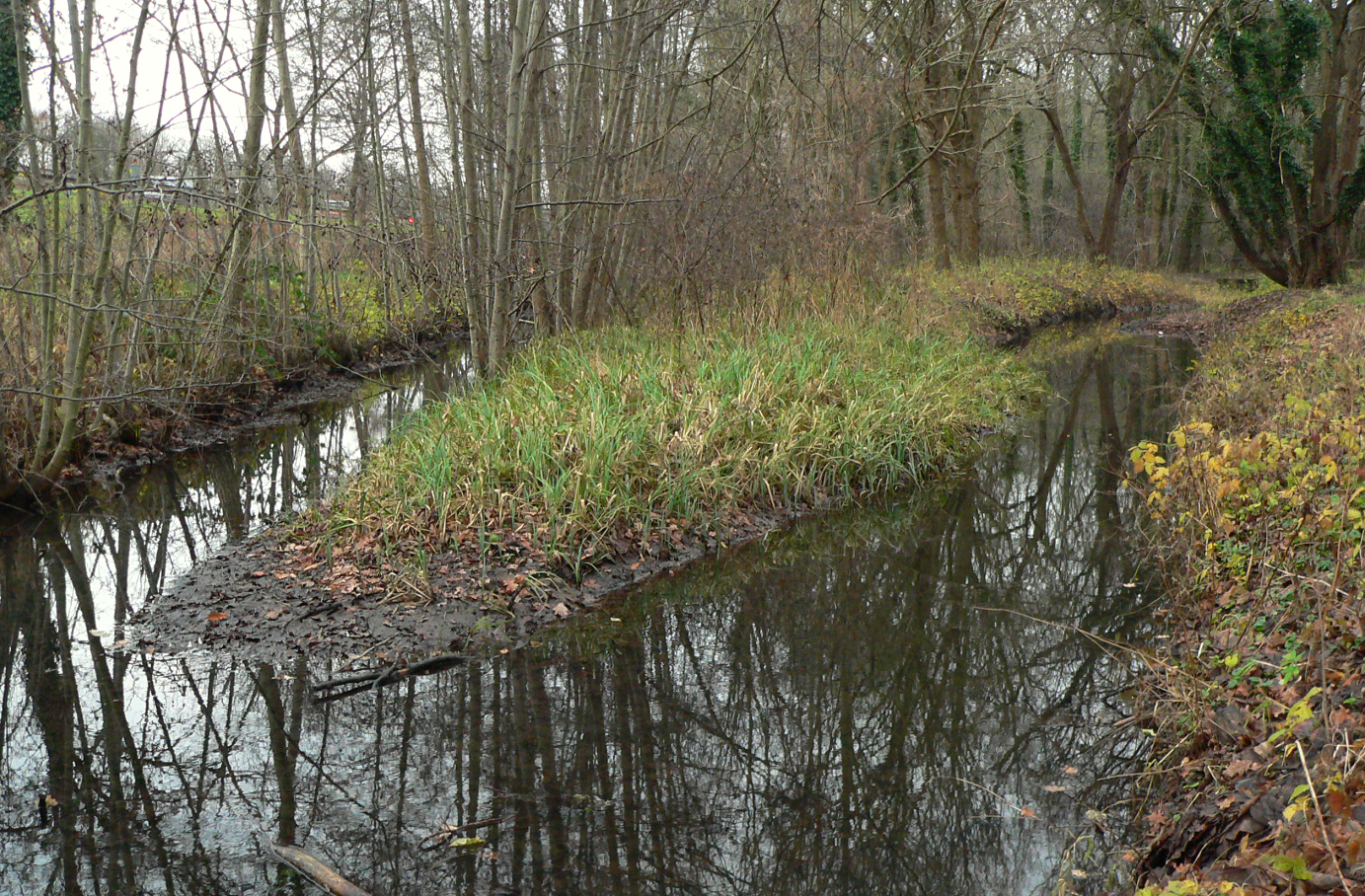
Zusammenfluss des Wietzegrabens (rechts) mit dem Schiffgraben hinter dem Misburger Wald
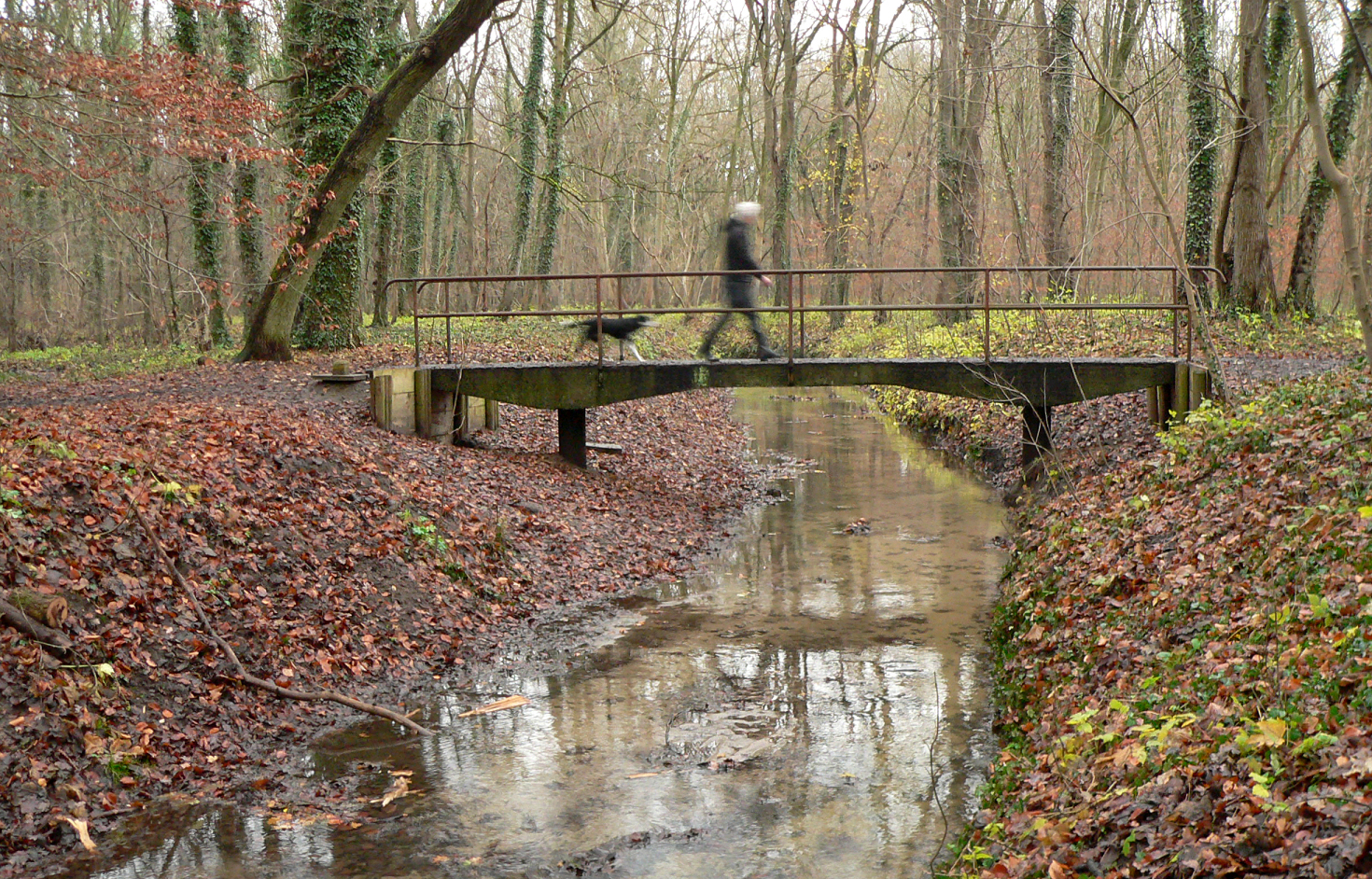
Wietzegraben mit Fußgängerbrücke im Misburger Wald
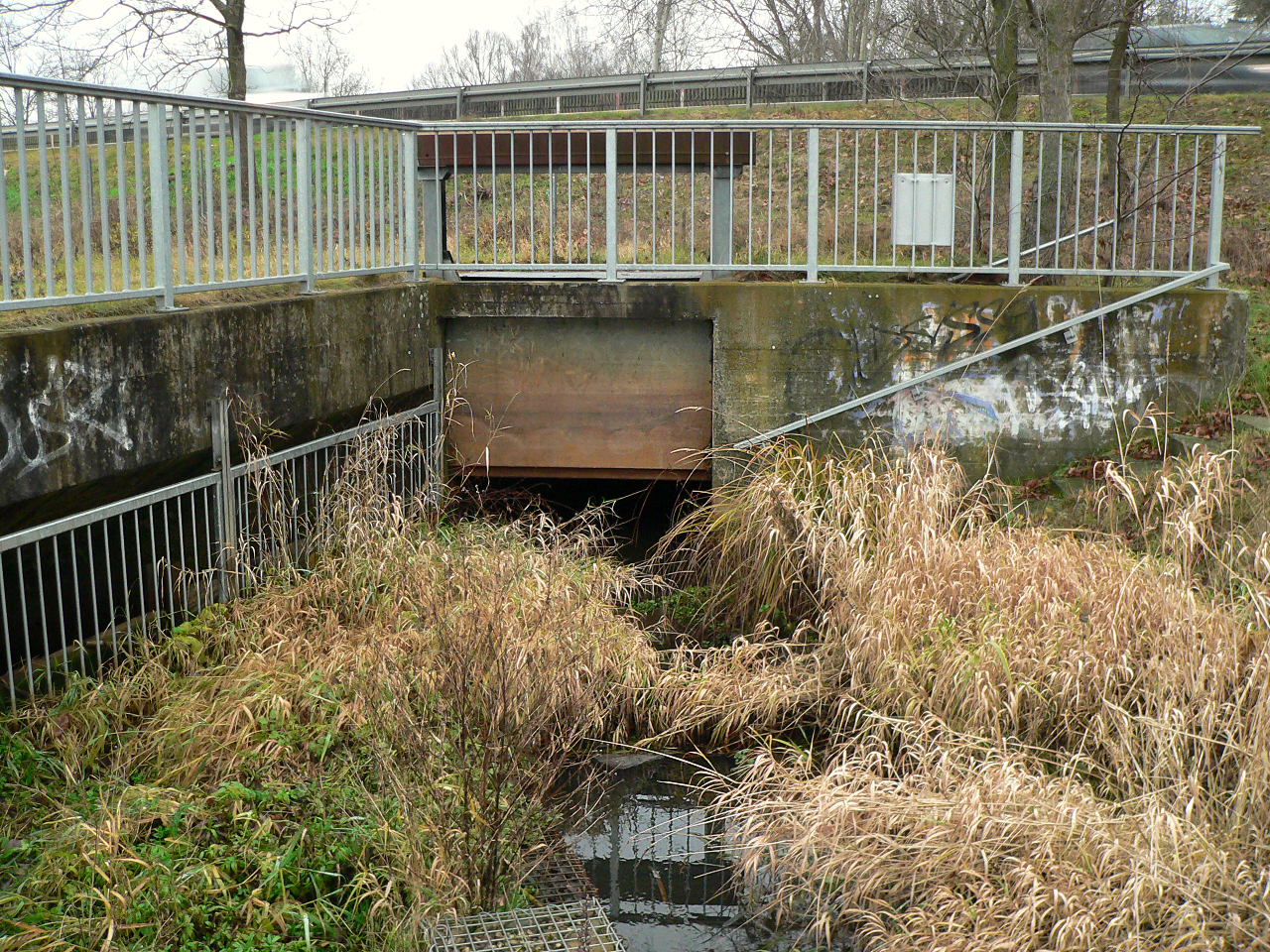
Düker unter dem Messeschnellweg, wo der Wietzegraben zum Laher Graben wird

## Zustand
Die Gewässergüte schwankt im Verlauf je nach Abschnitt. Unterhalb der Mergelgruben bei Höver weist das Gewässer die Güteklasse II-III (kritisch belastet) auf, was auf Sickerwasser aus den Mergelgruben sowie Oberflächeneinträge zurückzuführen ist. Ab dem Misburger Wald, wo das Gewässer naturnah fließt, verbessert sich die Wasserqualität auf die Gewässergüte II (mäßig belastet).